# 1514 en arts plastiques
| Années des arts plastiques : 1511 - 1512 - 1513 - 1514 - 1515 - 1516 - 1517    |
| Décennies des arts plastiques : 1480 - 1490 - 1500 - 1510 - 1520 - 1530 - 1540 |

Cette page concerne l'année 1514 en arts plastiques.

## Œuvres

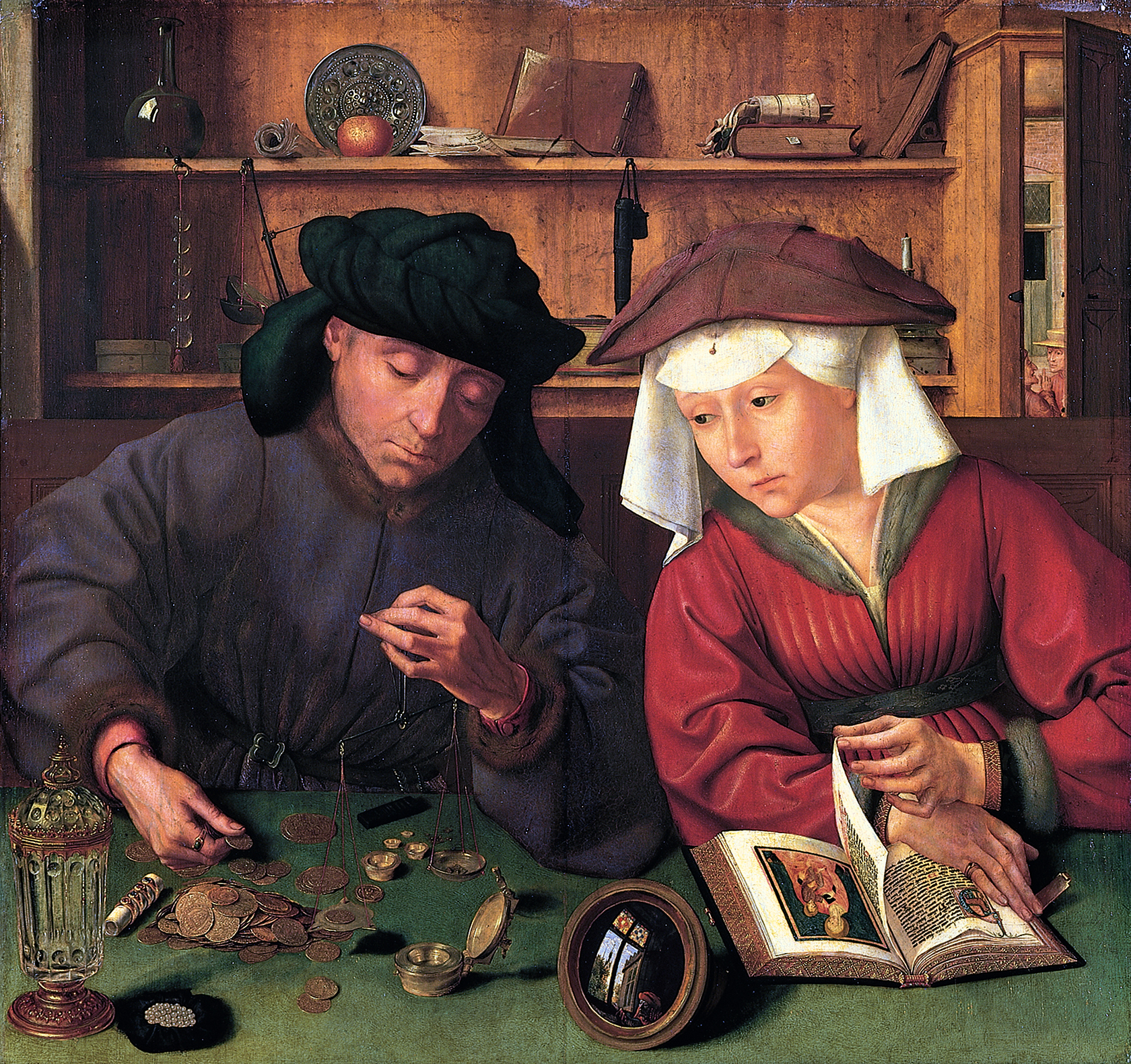
Le Prêteur et sa femme de Quentin Metsys.

- Melencolia : gravure sur cuivre d'Albrecht Dürer,
- Saint Jérôme dans son étude : gravure d'Albrecht Dürer,
- Le Prêteur et sa femme : huile sur panneau de Quentin Metsys.

## Naissances
- Virgil Solis, illustrateur et graveur allemand († 1er août 1562).

## Décès
- 11 avril : Donato di Pascuccio di Antonio dit Bramante, architecte et peintre italien (° 1444),
- Vers 1514 :
- Francisco de Osona, peintre espagnol  (° vers 1465).